# Чадженович, Йован
Йован Чадженович (серб. Јован Чађеновић; 13 января 1995, Цетине, Союзная Республика Югославия) — черногорский футболист, полузащитник литовского клуба «Паневежис».

## Карьера
Футбольную карьеру начал в 2014 году в составе клуба «Телеоптик».
В 2015 году подписал контракт с клубом «Партизан» Белград.
В 2016 году на правах аренды стал игроком сербского клуба «Бежания», за который провёл 21 матчей.
В 2017 году играл за «Земун».
С 2018 по ноябрь 2019 года он играл за литовский футбольный клуб «Судува».
21 января 2020 года перешёл в казахстанский клуб «Тараз».

## Достижения
«Судува»
- Чемпион Литвы (2): 2018, 2019
- Обладатель Кубка Литвы: 2019
- Обладатель Суперкубка Литвы: 2019